# ミント・ロワイヤル
ミント・ロワイヤルは、イギリスのマンチェスターで生まれたビッグ・ビートエレクトリックミュージックアーティスト。ミント・ロワイヤルは、最初はNeil ClaxtonとChris Bakerによって1997年に結成された。2004年になってChris Bakerはバンドを脱退し、Neil Claxtonがミント・ロワイヤルという名前を使って音楽をプロデュースしていった。

## メンバー
- Neil Claxton
- Steven Wren
- Class A
- Fola

## アルバム
- On the Ropes (1999)
- Dancehall Places (2002)
- See You in the Morning (2005)
- Pop Is... (2007)